# M46 Patton
M46 Patton là loại xe tăng hạng trung do Hoa Kỳ phát triển để thay thế cho M26 Pershing và M4 Sherman. Nó là một trong những loại xe tăng chủ lực của Quân đội Hoa Kỳ trong thời kỳ đầu Chiến tranh Lạnh, được đưa vào sử dụng từ năm 1949 đến giữa những năm 1950. Loại xe này không được sử dụng rộng rãi bởi các đồng minh của Mỹ trong Chiến tranh Lạnh, chỉ số lượng nhỏ được xuất khẩu sang Bỉ với nhiệm vụ huấn luyện.
M46 là loại xe tăng đầu tiên được đặt theo tên của Tướng George S. Patton Jr., chỉ huy Tập đoàn quân số 3 Hoa Kỳ trong Thế chiến thứ hai.

## Lịch sử phát triển
Sau Thế chiến thứ hai, hầu hết các đơn vị thiết giáp của Quân đội Hoa Kỳ được trang bị hỗn hợp giữa xe tăng M4 Sherman và M26 Pershing. Được thiết kế ban đầu như một loại xe tăng hạng nặng, M26 Pershing đã được phân loại lại thành xe tăng hạng trung sau chiến tranh. M26 là một cải tiến đáng kể so với M4 Sherman về hỏa lực và khả năng bảo vệ. Tuy nhiên, khả năng cơ động của nó được cho là không đạt yêu cầu đối với một xe tăng hạng trung, vì nó sử dụng động cơ tương tự với M4A3 nhẹ hơn nhiều và có hộp số không đáng tin cậy.
Công việc nâng cấp bắt đầu vào tháng 1 năm 1948 bằng việc thay thế bằng động cơ Continental AV1790-3 và hộp số truyền động Allison CD-850-1. Thiết kế này ban đầu được gọi là M26E2, nhưng các sửa đổi tiếp tục được tích lũy. Cuối cùng, Cục Vũ khí quyết định rằng loại xe tăng này cần có tên gọi riêng là M46. M26 được nâng cấp đã nhận được một bộ phát điện mới và một khẩu pháo mới.
Sau khi hoàn thành nguyên mẫu đầu tiên của dây chuyền sản xuất vào tháng 11 năm 1948, M46 được đặt tên theo tên cố Đại tướng George S. Patton. Đến tháng 12, Quân đội đã đặt hàng vài trăm chiếc. Vào tháng 7 năm 1950, Detroit Arsenal đồng thời sản xuất Pershings và M46 với tốc độ hơn chục chiếc mỗi ngày. Vào tháng 8 năm 1950, Tổng thống Harry S. Truman đã ủy quyền tài trợ cho việc tăng cường sản xuất M46 như một phần mở rộng của chương trình phát triển xe tăng hạng nặng.
Tổng cộng 1.160 chiếc M46 thuộc tất cả các biến thể đã được chế tạo

## Phục vụ
M46 Patton được Mỹ sử dụng chiến đấu duy nhất là trong Chiến tranh Triều Tiên.:39-40:52,75-86:29-32:64-84

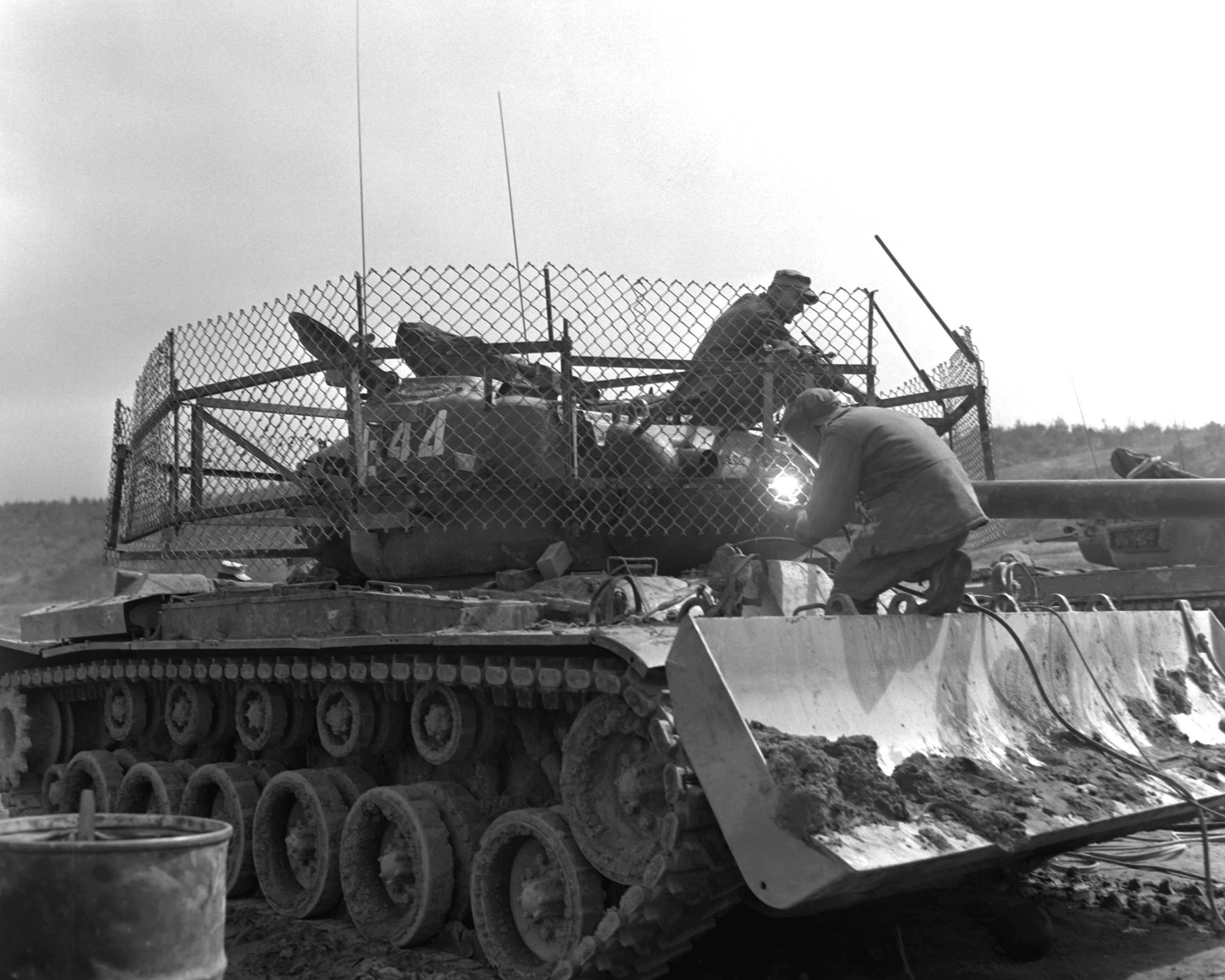
M46 Dozer với bộ chuyển đổi dozer M3.

## Biến thể
- M46 (Dozer) - Biến thể được trang bị bộ chuyển đổi dozer M3.[2][13]
- M46A1 – Biến thể cải tiến với cải tiến hệ thống phanh, làm mát và chữa cháy, cũng như cải tiến thiết bị điện, động cơ AV-1790-5B và hộp số CD-850-4.[2]
- M46E1 – Khung gầm M46 với tháp pháo T42, được trang bị pháo M36 90 mm dài hơn để tích hợp đài, máy lọc không khí và có máy đo xa lập thể; chỉ có một chiếc được chế tạo.[14]:41,43[13]  Nguyên mẫu của M47 Patton.

## Nhà khai thác

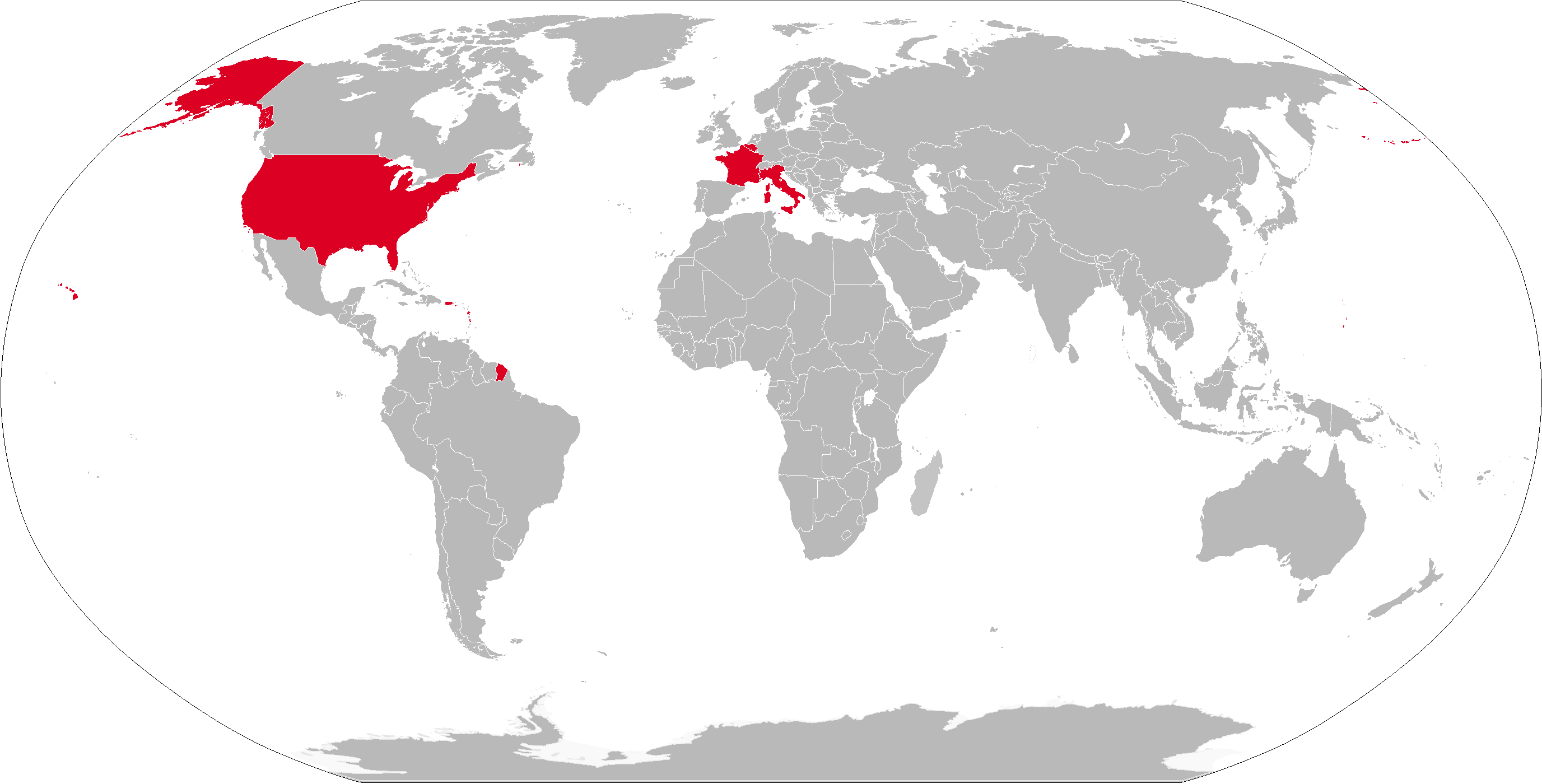
Bản đồ với nước khai thác M46 được tô màu đỏ.

- Bỉ[2]
- Pháp[2]
- Ý[2]
- Hoa Kỳ[2]
- Hàn Quốc

## Thư viện ảnh
M46 Patton và các biến thể
- Kíp lái M46 Patton đi qua làng Kumko, Hàn Quốc, tháng 9 năm 1950.
- Xe tăng M46A1 Patton của Bỉ. Là một trong tám chiếc cho Bỉ thuê vào năm 1952, chiếc xe tăng đặc biệt này đã được Hoa Kỳ tặng cho Bảo tàng Quân đội Hoàng gia Brussels vào năm 1984.
- Một chiếc M46 Patton của Thủy quân lục chiến Hoa Kỳ, vào tháng 7 năm 1952, trong Chiến tranh Triều Tiên.
- M46 Patton với đèn rọi